# Rangoli
Rangoli (z sanskrytu: ranga + avalli „pasmo kolorów”) – popularna w Indiach sztuka wizualna, dekoracja z kolorowych, małych elementów, najczęściej tworzona przed wejściem do domów. Użycie nietrwałych materiałów (najczęściej piasku, ziaren zbóż lub kwiatów) jest symbolem nietrwałości świata, określanej słowem maja. Rangoli stanowią również ważny element świąt hinduskich, zwłaszcza diwali.

## Charakterystyka
Tradycyjne motywy nawiązują do przyrody: często występują pawie, łabędzie, kwiaty, liany, owoc mango itd. Barwniki uzyskiwano z kory drzew, liści, indygo itd.

## Przykłady

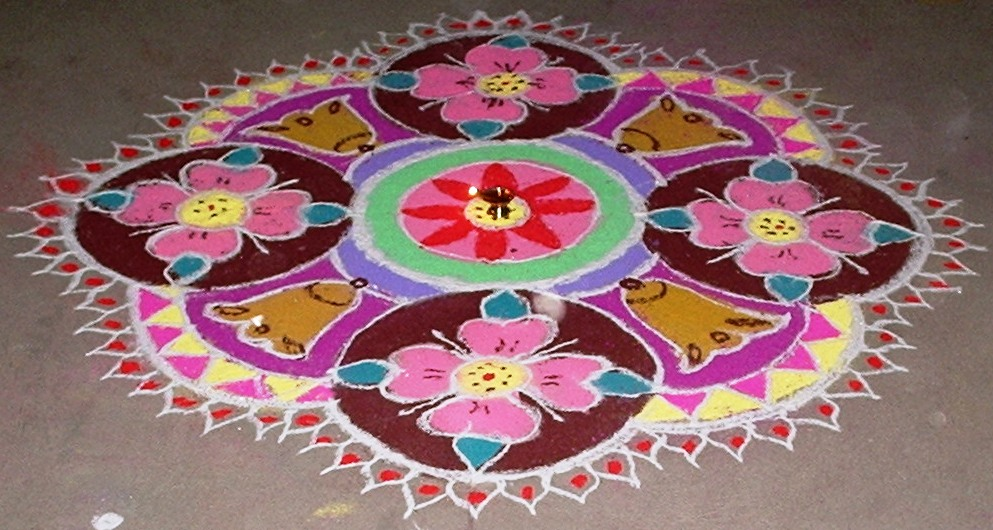
Rangoli
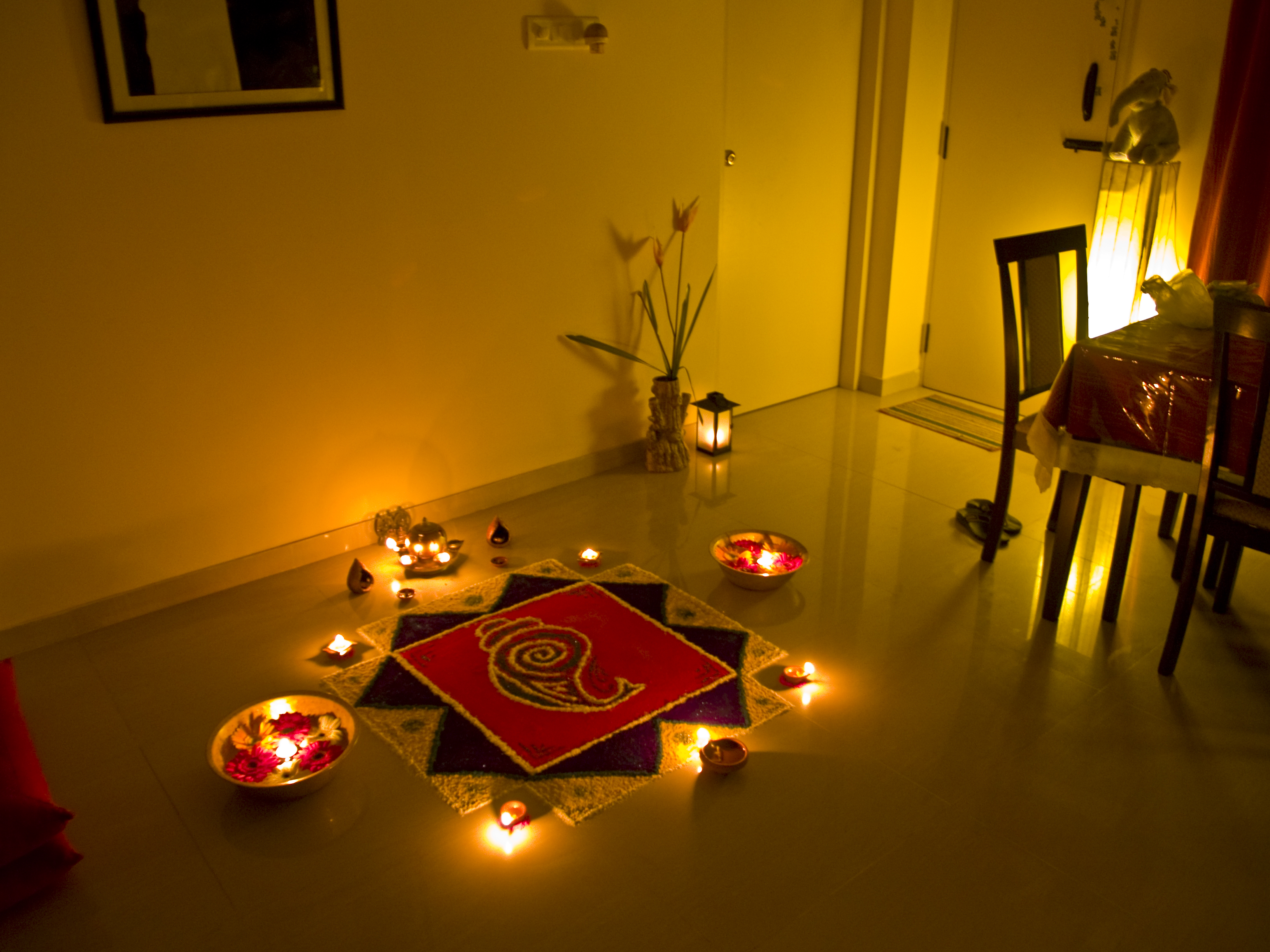
Rangoli świateł z okazji święta Diwali
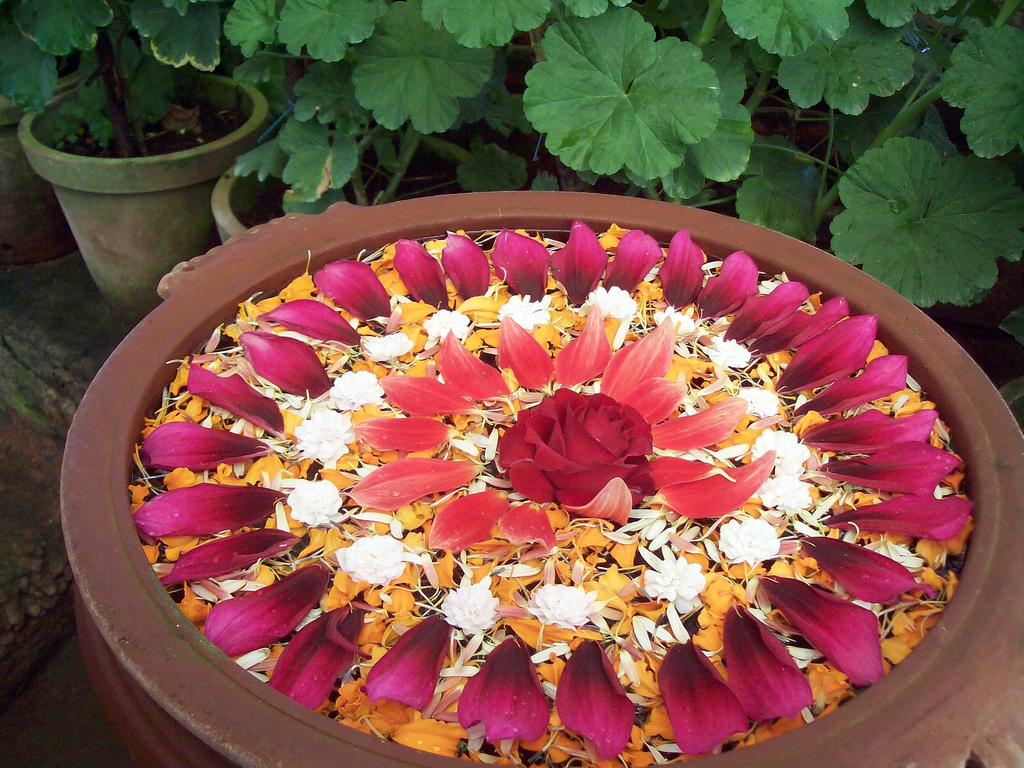
Rangoli z płatków kwiatów na wodzie
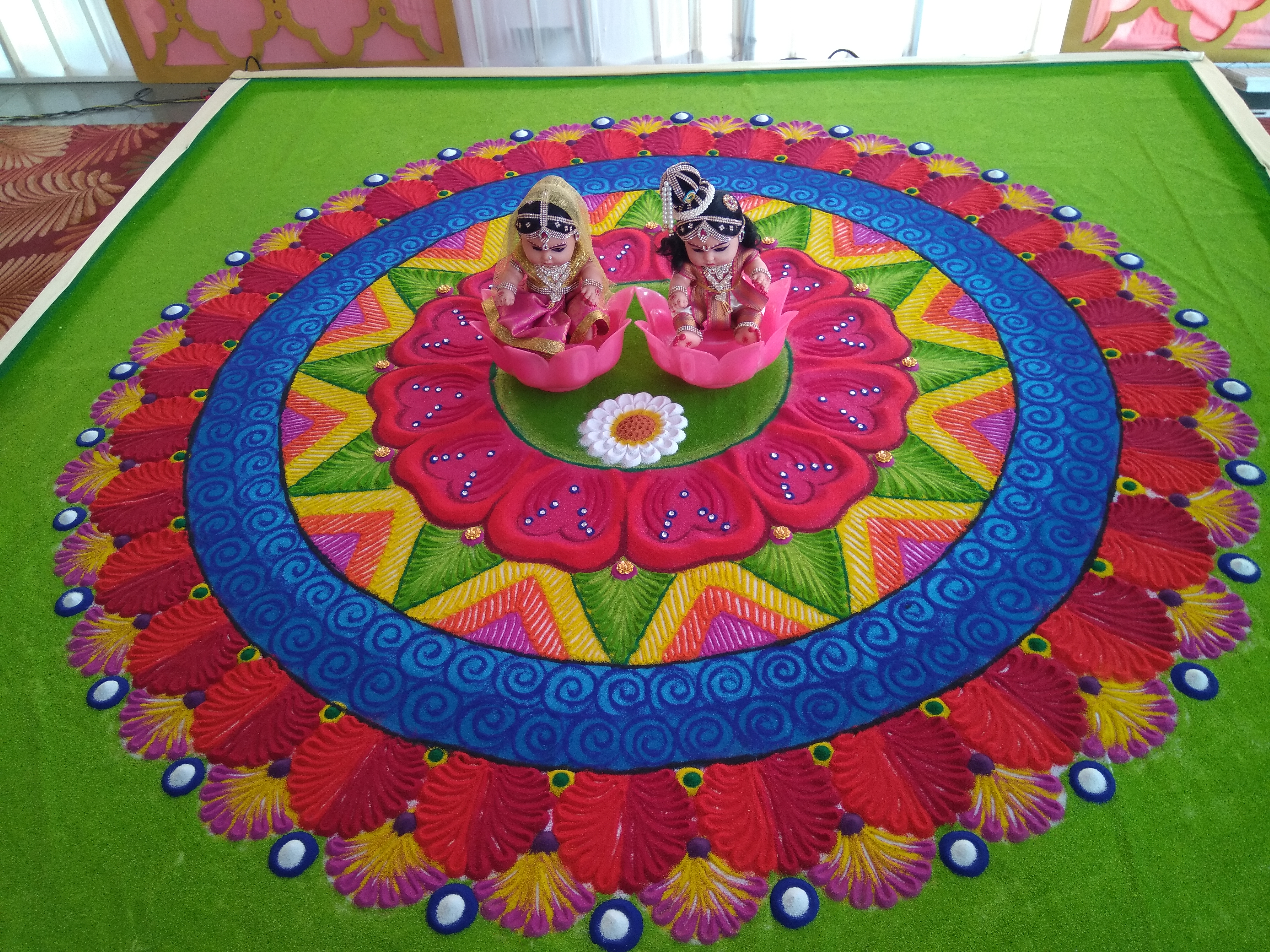
Rangoli jest ozdobiony wizerunkiem Kryszna i Radha